# Československé státní lázně a zřídla
Československé státní lázně a zřídla byl národní podnik založený roku 1948 (na základě zákona číslo 125/1948 Sb.), který měl na starosti péči a řízení lázeňství v Československu. Byl v něm sloučen znárodněný i konfiskovaný lázeňský majetek.
Generální ředitelství společnosti bylo v Praze.